# 북부방면혼성단
북부방면혼성단(일본어: 北部方面混成団 호쿠부호멘콘세이단[*], 영어: JGSDF Northern Army Combined Brigade)은 히가시치토세 주둔지에 있는 북부방면대의 직할 교육훈련 및 예비자위관 관리부대이다. 

## 역사
2004년 3월 29일, 제3교육연대가 제120교육대대로 개편하고 제1육조교육대를 편성하여 창설되었다.
2011년 4월 21일, 제7사단 제52보통과연대, 다음날 4월 22일에 동계전기교육대가 전속되어 북부방면혼성단으로 재편성되었다.

## 편성
- 제52보통과연대 - 마코마나이 주둔지
- 제120교육대대 - 마코마나이 주둔지
- 제1육조교육대 - 히가시치토세 주둔지
  - 공통교육중대
  - 보통과교육중대
  - 특과교육중대
  - 상급육조교육중대 - 굿챤 주둔지
- 동계전기교육대 - 마코마나이 주둔지

## 계보
- 2004년 3월 29일, 北部方面教育連隊
영어: JGSDF Northern Army Training Regiment
- 2006년 3월 27일, 北部方面混成団
영어: JGSDF Northern  Army Combined Brigade